# Житлово-комунальне господарство Київської області
Житлово-комунальне господарство Київської області це потужна виробнича структура яка забезпечує життєво необхідні потреби населення, в якій працює близько 15 тис. працівників і споживає близько 15% енергоресурсів всього енергоспоживання області. 
Динаміка основних показників, що характеризують діяльність підприємств житлово-комунального господарства та стан обслуговування населення Київської області, погіршується. 

## Водопровідні мережі
Мережі водопостачання загальною протяжністю 2681,5 км;
З 2003 до 2008 протяжність ветхих і аварійних водопровідних мереж збільшилась на 38 км та становить 17 % їх загальної протяжності, середній рівень втрат води у мережах  збільшився з 13% до 16 %. 
Джерелами централізованого водопостачання міст Біла Церква, Богуслав, Миронівка є річка Рось, міста Бровари - річка Десна. Решта населених пунктів області для потреб централізованого господарсько-питного водопостачання за допомогою 2067 артсвердловин використовує воду з підземних джерел. 
Централізованим питним водопостачанням забезпечені всі міста і селища, а також 550 сільських населених  пунктів  області. 
Найбільш  охоплено сільське населення в Іванківському (53 села), Бориспільському (29), Переяслав-Хмельницькому (25), Вишгородському, Макарівському,  Сквирському районах (по 24), найменше у Баришівському,  Білоцерківському, Володарському, Згурівському і Миронівському районах  (по 5-9 сіл). 
Протяжність  комунальних водопровідних мереж становить 2681,5 км, сільських - 1698,4 км, відомчих - 574 км. 
Встановлена виробнича потужність насосних станцій 1-го підйому становить 515 тис.м³/добу. 
Основною проблемою є фізичне зношення та енергоємність об'єктів водопровідно-каналізаційного господарства.
У 2008 році відбувся ріст споживання питної води в області за рахунок  розширення водопровідних мереж до приватного сектора та ростом  промислового виробництва.
- артезіанські свердловини                  - 1931 од.

## Каналізаційні мережі та споруди
- мережі водовідведення загальною протяжністю                      - 1587,0 км;
- каналізаційні очисні споруди      - 51 од.

У комунальній власності знаходиться 34 водопровідних башти, 105 резервуарів чистої води, 214 насосних станцій другого підйому води, 286 каналізаційних насосних станцій,  2908,48 км мереж зовнішнього освітлення.
Централізоване водовідведення в області включає 165 каналізацій протяжністю 1587 км та пропускною спроможністю очисних споруд 307,5 тис.м.³/добу. Централізованими системами каналізування охоплено понад 53 % населення області, яке в основному проживає в  містах і селищах міського типу. 
40 % каналізаційних колекторів в області експлуатується понад 40 років, 35 % - понад 30 років; 27 км каналізаційних колекторів є аварійними і підлягають заміні. 
Питомі витрати електроенергії на перекачку стоків коливаються від 260 кВт.год./тис.м³ в м. Васильків до 4300 кВт.год./тис.м³ в смт Ставище і в середньому складають по області 1353,8 кВт.год./тис.м³ проти 1029,2 кВт.год./тис.м³  в 2003 році. 

## Теплопостачання
Котельні та міні-котельні, що опалюють об'єкти 
- житлового господарства та соціальної сфери                 - 1280 од.;

З 2003 до 2008 протяжність ветхих і аварійних теплових мереж збільшилась на 78,9 км і становить 17,4 %; рівень втрат теплової енергії в мережах становить близько 10 %; частка котлів, термін експлуатації яких становить більш як 20 років, збільшилась з  33,4 до 33,6 %. 
Спеціалізованими підприємствами комунальної енергетики експлуатуються 454 котельні загальною потужністю 2441 Гкал/год., з них на твердому паливі працюють 32 котельні, газі - 422 котельні. У тому числі близько 100 котелень працюють з котлами, коефіцієнт корисної дії яких менше 82 %, 489 котлів експлуатується понад 20 років. 
За  2008 рік спеціалізованими підприємствами комунальної енергетики вироблено 2147,6 тис. Гкал теплової енергії. 
Загальний обсяг споживання палива  за 2007 рік склав 346,5 тисяч тонн умовного палива, в тому числі природного газу 845,6 тис.тонн умовного палива. 
Із 195 теплопунктів, що експлуатуються підприємствами комунальної енергетики,15 - знаходяться у ветхому та аварійному стані. 
Протяжність теплових мереж становить 834 км у двотрубному обчисленні, у тому числі перебувають у ветхому та аварійному стані близько 145 км. Офіційно показані втрати тепло енергії в мережах становлять 11,8%, а фактично вони значно більші. Впровадження попередньо-ізольованих труб в мережах теплопостачання проходить дуже повільно.

## Житловий фонд області
Житловий фонд органів місцевого самоврядування Київської області нараховує 5934 будинків загальною площею 13578,9 тис.м². Кожний четвертий будинок потребує проведення капітального або поточного ремонту. 
Станом на 01.01.2009 в Київській області створено 22 недержавних підприємства, які обслуговують 634 будинки загальною площею 1401,6 тис.м². У тому числі у Миронівському районі створено 5 таких підприємств, в Обухівському - 5, у містах: Білій Церкві - 1, Борисполі - 4,  Славутичі - 7 підприємств. У містах Бровари та Славутич створені дирекції єдиного замовника (ДЕЗ), які обслуговують 664 будинки загальною площею 1657,0 тис.м².

## ОСББ
Станом на 01.01.2010 в області створено 124 об'єднання співвласників багатоквартирних будинків.

## Газифікація
В області газифіковано 23 міста, 29 селищ міського типу, 1098 сільських населених пунктів.